# Веслі (Мен)
Веслі (англ. Wesley) — місто (англ. town) в США, в окрузі Вашингтон штату Мен. Населення — 122 особи (2020).

## Демографія
Згідно з переписом 2010 року, у місті мешкало 98 осіб у 50 домогосподарствах у складі 31 родини. Було 202 помешкання
Расовий склад населення:
| - 96,9 % — білих - 1,0 % — азіатів |

До двох чи більше рас належало 2,0 %. Частка іспаномовних становила 0,0 % від усіх жителів.
За віковим діапазоном населення розподілялося таким чином: 10,2 % — особи молодші 18 років, 58,2 % — особи у віці 18—64 років, 31,6 % — особи у віці 65 років та старші. Медіана віку мешканця становила 54,5 року. На 100 осіб жіночої статі у місті припадало 113,0 чоловіків;  на 100 жінок у віці від 18 років та старших — 109,5 чоловіків також старших 18 років.
Середній дохід на одне домашнє господарство  становив 47 353 долари США (медіана — 33 750), а середній дохід на одну сім'ю — 67 033 долари (медіана — 58 333). Медіана доходів становила 57 917 доларів для чоловіків та 28 750 доларів для жінок. За межею бідності перебувало 9,0 % осіб, у тому числі 0,0 % дітей у віці до 18 років та 27,6 % осіб у віці 65 років та старших.
Цивільне працевлаштоване населення становило 36 осіб. Основні галузі зайнятості: освіта, охорона здоров'я та соціальна допомога — 30,6 %, публічна адміністрація — 22,2 %, мистецтво, розваги та відпочинок — 22,2 %.